# نادي لاشين
نادي لاشين هو نادي كرة قدم مقره في مدينة طراز الكازاخستانية تأسس في 2007 وحصل على المركز الثامن في موسمه الأول في الدوري الكازاخستاني.